# Perdita depressa
Perdita depressa är en biart som beskrevs av Timberlake 1968. Perdita depressa ingår i släktet Perdita och familjen grävbin. Inga underarter finns listade i Catalogue of Life.